# The Orchids of the Philippines
 Orchids of the Philippines  es un libro escrito por Jim Cootes, que fue el primero en documentar todas las especies de orquídeas existentes en Filipinas.

## Historia
Una guía importante para los investigadores, los coleccionistas de orquídeas y botánicos en el ámbito de las especies endémicas de orquídeas. Escrito por Jim Cootes un entusiasta australiano de las orquídeas que es el mayor experto en orquídeas de las Filipinas.